# Ałbazino
Ałbazino (ros. Албазино) – wieś w Rosji, w obwodzie amurskim, w rejonie skoworodinskim, nad górnym Amurem. W 2010 roku liczyła 403 mieszkańców.
W XVII wieku miejscowość była stolicą niewielkiego państewka Jaksa założonego przez zesłańca Nicefora Czernichowskiego. W latach 1685–1686 stała się przedmiotem wojny granicznej pomiędzy Rosją Piotra Wielkiego a Chinami rządzonymi przez mandżurskiego cesarza Kangxi. Po podpisaniu traktatu w Nerczyńsku pozostała niezasiedlona aż do XIX wieku.

## Historia

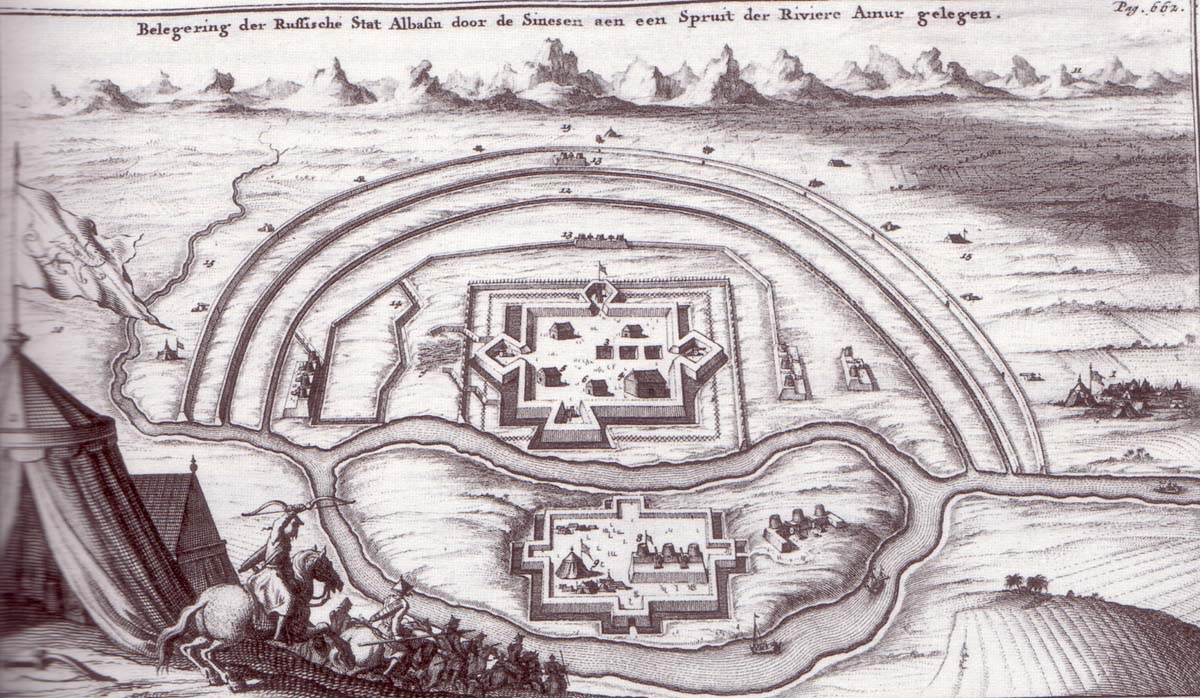
Chińskie wojska szturmujące Ałbazino w 1685 roku

Była to pierwsza osada założona przez Rosjan nad Amurem, w okresie podboju Syberii. Powstała w 1651 roku z woli Jerofieja Chabarowa w czasie jego wyprawy do Kraju Nadamurskiego. Osada kozacka powstała na miejscu wcześniejszego gródka Daurów. Jej nazwa wywodzi się od daurskiego wodza, którego imię zanotowano w języku rosyjskim jako Ałbazy (Албазы), a po chińsku A’erbaxi (阿尔巴西). W mandżurskich Chinach miejsce nazywano jednak inaczej Yakesa (雅克萨), od mandżurskiego terminu oznaczającego „półkolistą zatokę na podmytym brzegu rzeki”.
Ekspansja Rosji nad Amurem miała podłoże ekonomiczne – na Daurów, Oroków i inne miejscowe ludy nakładano podatek, płacony m.in. w formie futer zwierzęcych, który stanowił nawet 30 proc. dochodów rosyjskiego Skarbu. Qingowie uznali tę ekspansję za zagrożenie. Od 1652 roku nad Amurem działały znaczne oddziały wojsk chińskich, które stopniowo zniszczyły lub zmusiły do ucieczki wszystkie garnizony rosyjskie.

### Państwo Jaksa
W 1655 roku do zrujnowanego i opuszczonego Ałbazina przybyła wyprawa zbrojna Nicefora Czernichowskiego, prawdopodobnie polskiego zesłańca, który po zabiciu wojewody carskiego szukał wraz ze swoimi ludźmi bezpiecznego schronienia. Ponieważ wojska chińskie już odstąpiły z tego rejonu Czernichowski odbudował fort. Według polskich historyków, to on nazwał go Jaksą, od swojego herbu. Do 1669 roku Czernichowski utrzymywał praktyczną niezależność swego państewka, dzięki czemu przypuszczalnie uniknął interwencji Mandżurów, którzy wiedzieli, iż carskie władze uważają go za buntownika. Czernichowski utrzymywał jednak stosunki z caratem i w 1669 roku przyjął powtórnie poddaństwo carskie w zamian za amnestię i pieniądze, ustanowiono też w 1672 Ałbazino stolicą województwa ałbazińskiego i mianowano go wojewodą. Czernichowski zmarł w 1674 lub 1675 roku.

### Rosyjsko-qingowska wojna o Jaksę (1685-87)
Po śmierci Czernichowskiego Qingowie ponowili plany likwidacji rosyjskich osad nad Amurem. Od 1682 roku pod Ałbazinem operowały oddziały cesarskie. W czerwcu 1685 roku rozpoczęły one regularne oblężenie twierdzy, które w chińskiej historii jest znane jako wojna o Jaksę (雅克萨之争), choć w rzeczywistości należałby mówić o dwóch wojnach.
W 1685 roku wewnątrz umocnień broniło się 350 kozaków oraz 98 miejscowych chłopów, myśliwych itd., uzbrojonych w 300 sztuk broni palnej z zamkami lontowymi. Oblegały ich siły Qingów, złożone z ośmiu chorągwi mandżurskich, oddziałów hanowskich oraz tzw. Nowych Mandżurów (新满洲), czyli Daurów i innych narodowości. Siłami tymi dowodził Peng Chun (彭春). Według źródeł chińskich liczyły one 3 tys. żołnierzy, według rosyjskich – 15 tys. Atakujący byli uzbrojeni głównie w łuki i broń białą, ale dzięki przewadze liczebnej, wygrali bitwę w ciągu 3 dni. Peng Chun pozwolił się Rosjanom wycofać, a dowodzący nimi Aleksiej Tołbuzin obiecał, że już nigdy nie wrócą i poprowadził swoich ludzi do Nerczyńska. Oblegający spalili osadę i wycofali się za Amur do Ajgunu (瑷珲). Dowiedziawszy się o tym, 27 lipca Tołbuzin wrócił do Ałbazina (Jaksy), nie dając przeciwnikowi szans na przygotowanie nowej ofensywy przed nadejściem chłodów. Twierdza została odbudowana.
W lipcu 1686 roku kolejna wyprawa mandżurska, tym razem pod dowództwem generała Sabusu (萨布素) z Ajgunu, powtórnie zaatakowała Jaksę. Czwartego dnia walk zginął Tołbuzin, ale atakujący nie byli w stanie przełamać obrony fortu. Tym razem obrońcy występowali w sile 826 ludzi, w dodatku byli uzbrojeni w nowocześniejszą broń palną z zamkami skałkowymi typu niderlandzkiego, która zapewniała większą szybkostrzelność i donośność. Siły mandżurskie liczyły tymczasem 2100-8000 ludzi (rozbieżność między źródłami chińskimi a rosyjskimi), z których zaledwie 100 dysponowało bronią z zamkami lontowymi, a pozostali używali łuków i broni białej zgodnie z mandżurską doktryną wojenną, która gardziła bronią palną. Wraz z końcem sierpnia zaczęły się ostre syberyjskie chłody i rozpoczęło się 9-miesięczne oblężenie. Wiosną 1687 roku przedstawiciele cara Piotra Wielkiego i cesarza Kangxi podjęli rozmowy pokojowe, które dwa lata później doprowadziły do podpisania traktatu nerczyńskiego. Na jego mocy rejon Ałbazina znalazł się w obrębie państwa Qing, którego władca zobowiązał się nie zasiedlać tego obszaru. Twierdzę Jaksa zburzono.

### Dalsze dzieje Ałbazina
Ałbazino pozostało niezasiedlone aż do połowy XIX wieku, kiedy to Nikołaj Murawjow podjął działania zmierzające do zajęcia całego obszaru amurskiego dla Rosji. W wyniku tego w 1858 roku obydwa kraje podpisały dwa traktaty ustanawiające granicę na Amurze. Wkrótce zaczęto też budować nową osadę w Ałbazinie, która na początku XX wieku liczyła 600 osób. Ałbazino było portem amurskim. W 1930 roku założono w osadzie muzeum krajoznawcze.

## Ałbazino w kulturze popularnej
Pisarz Zbigniew Nienacki opublikował w 1958 roku w łódzkich „Odgłosach” cykl reportaży Na tropie tajemniczego Ałbazina, rozwinięty następnie w powieść dla młodzieży Pozwolenie na przywóz lwa (Pierwsza przygoda Pana Samochodzika) wydaną w 1961 roku. Fikcyjna akcja powieści, jak w wielu książkach tego autora, oparta jest częściowo na faktach, a w treści zawarte są informacje dotyczące historii Ałbazina i biografii Czernichowskiego.